# Ripa (Rione)

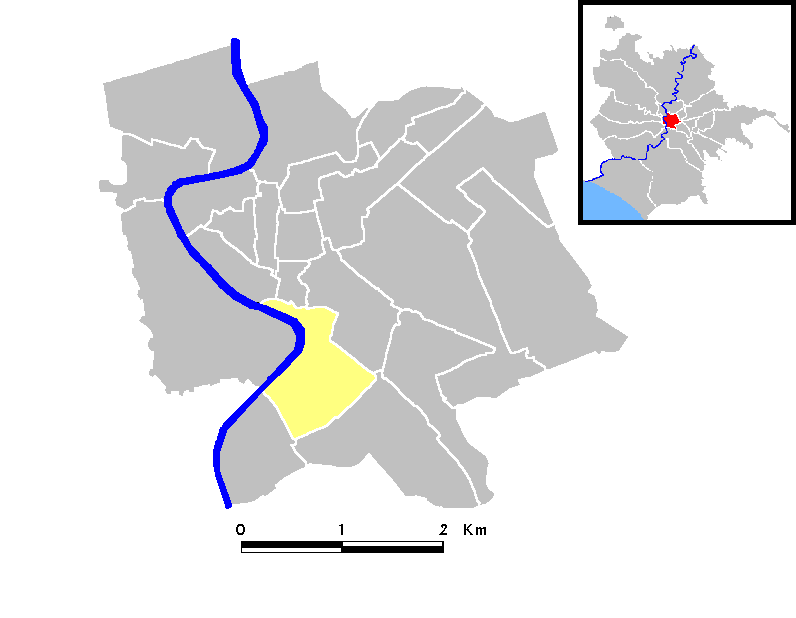
Lage von Ripa in Rom

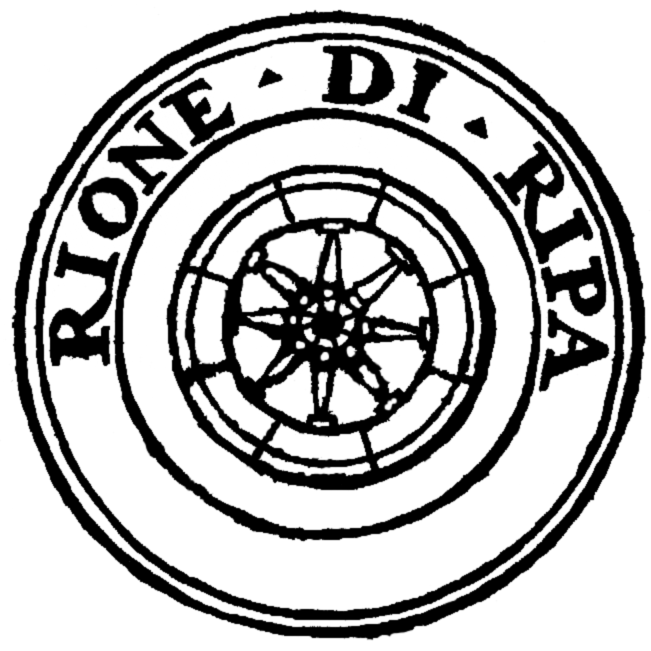
Wappen von Ripa

Ripa (italienisch veraltet für Ufer) ist der XII. Rione (Stadtteil) von Rom. Er umfasst den Aventin, die Talsenke des Circus Maximus sowie das linke Tiberufer zwischen Ponte Sublicio und dem Monte Savello. Außerdem gehört zu diesem Rione die Tiberinsel.

## Geschichte
Der Name des Stadtteils leitet sich vom antiken Tiberhafen Ripa Grande her. Er entstand aus dem mittelalterlichen Bezirk Regio Ripe et Marmorate und erhielt seine heutigen Grenzen 1921, als die Rione Testaccio und San Saba ausgegliedert wurden.

## Wappen
Das Wappen zeigt ein weißes Steuerrad, als Erinnerung an den Hafen.

## Weblinks

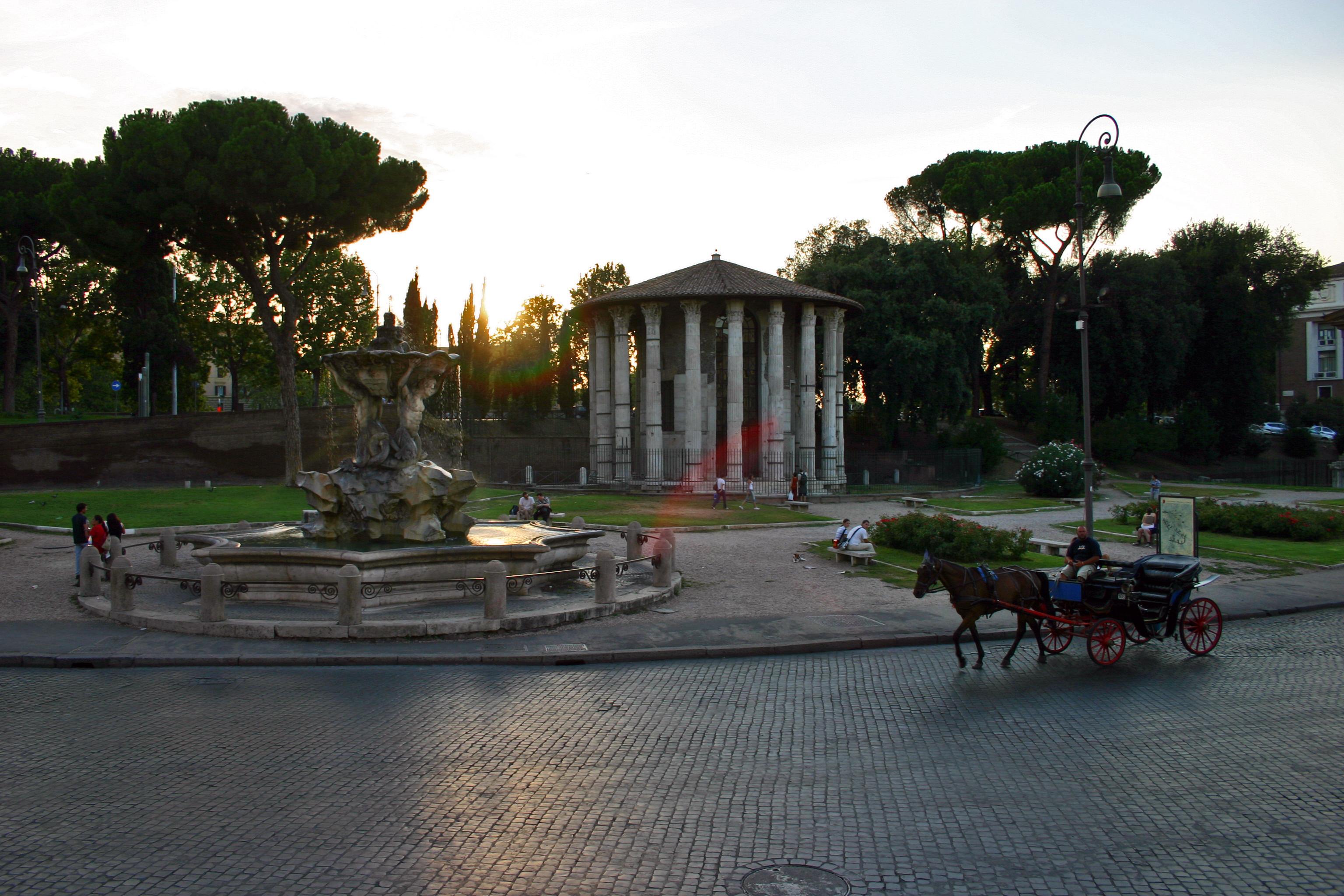
Piazza Bocca della Verità und Tempel des Hercules